# Mount LeSchack
Mount LeSchack ist ein 2265 m hoher Berg mit abgeflachtem Gipfel im westantarktischen Marie-Byrd-Land. Er ragt an der Nordflanke des Perkins Canyon in der Wisconsin Range der Horlick Mountains auf.
Der United States Geological Survey kartierte ihn anhand eigener Vermessungen und mithilfe von Luftaufnahmen der United States Navy zwischen 1959 und 1960. Das Advisory Committee on Antarctic Names benannte ihn 1962 nach dem Seismologen Leonard A. LeSchack (* 1935), der zur Winterbesetzung der Byrd-Station im Jahr 1958 gehört hatte.